# S-box
S-box je pojem z oboru kryptografie, kde označuje jeden ze základních prvků používaných pro výstavbu symetrických šifer. Název je zkratkou anglického substitution box (tedy doslova zhruba zaměňovací krabička). Z matematického hlediska se jedná o funkci {\displaystyle S:\{0,1\}^{m}\rightarrow \{0,1\}^{n}}, tedy z m-bitového prostoru do n-bitového prostoru. Obvykle je zadán a implementován jako vyhledávací tabulka. Některé šifry mají S-boxy pevně zadané (například DES), jiné je mají dynamicky generované na základě klíče (například Blowfish a Twofish).

## Příklad
Následující příklad je S-box S5 z šifry DES.
| S5          | S5 | Prostřední čtyři bity vstupu | Prostřední čtyři bity vstupu | Prostřední čtyři bity vstupu | Prostřední čtyři bity vstupu | Prostřední čtyři bity vstupu | Prostřední čtyři bity vstupu | Prostřední čtyři bity vstupu | Prostřední čtyři bity vstupu | Prostřední čtyři bity vstupu | Prostřední čtyři bity vstupu | Prostřední čtyři bity vstupu | Prostřední čtyři bity vstupu | Prostřední čtyři bity vstupu | Prostřední čtyři bity vstupu | Prostřední čtyři bity vstupu | Prostřední čtyři bity vstupu |
| S5          | S5 | 0000                         | 0001                         | 0010                         | 0011                         | 0100                         | 0101                         | 0110                         | 0111                         | 1000                         | 1001                         | 1010                         | 1011                         | 1100                         | 1101                         | 1110                         | 1111                         |
| ----------- | -- | ---------------------------- | ---------------------------- | ---------------------------- | ---------------------------- | ---------------------------- | ---------------------------- | ---------------------------- | ---------------------------- | ---------------------------- | ---------------------------- | ---------------------------- | ---------------------------- | ---------------------------- | ---------------------------- | ---------------------------- | ---------------------------- |
| Krajní bity | 00 | 0010                         | 1100                         | 0100                         | 0001                         | 0111                         | 1010                         | 1011                         | 0110                         | 1000                         | 0101                         | 0011                         | 1111                         | 1101                         | 0000                         | 1110                         | 1001                         |
| Krajní bity | 01 | 1110                         | 1011                         | 0010                         | 1100                         | 0100                         | 0111                         | 1101                         | 0001                         | 0101                         | 0000                         | 1111                         | 1010                         | 0011                         | 1001                         | 1000                         | 0110                         |
| Krajní bity | 10 | 0100                         | 0010                         | 0001                         | 1011                         | 1010                         | 1101                         | 0111                         | 1000                         | 1111                         | 1001                         | 1100                         | 0101                         | 0110                         | 0011                         | 0000                         | 1110                         |
| Krajní bity | 11 | 1011                         | 1000                         | 1100                         | 0111                         | 0001                         | 1110                         | 0010                         | 1101                         | 0110                         | 1111                         | 0000                         | 1001                         | 1010                         | 0100                         | 0101                         | 0011                         |